# Castillo Montebello Medieval
El Castillo Montebello Medieval (en portugués: Castelo Montebello Medieval) está localizado en la ciudad de Teresópolis, en el estado brasileño de Río de Janeiro.
El castillo comenzó a ser construido en 1917, en estilo anglo-normando, por el embajador de Brasil en Inglaterra, Dr. Frederico Feitosa, hijo de inmigrantes portugueses. El embajador, en 1921, estableció su residencia en Londres, y, por no tener herederos, resolvió vender el castillo. Este fue adquirido como residencia de verano de un aristócrata italiano, Antonnio Faustino.
Entre 1953 y 1956, el castillo quedó abierto al público, más la desaparición de piezas del castillo que las visitas sean limitadas. En la década de 1990, el Rotary organizó una fiesta de día de brujas en el castillo.
En 2005, el castillo abrigo el Festival de Invierno organizado por el Servicio Social de Comercio.